# Chthamalus proteus
Chthamalus proteus är en kräftdjursart som beskrevs av Dando och Southward 1980. Chthamalus proteus ingår i släktet Chthamalus och familjen Chthamalidae. Inga underarter finns listade i Catalogue of Life.